# Zygmunt Rytka
Zygmunt Rytka (ur. 11 marca 1947 w Warszawie, zm. 23 marca 2018 w Sokołowsku) – polski artysta intermedialny. Zajmował się fotografią, sztuką wideo i instalacją. Mieszkał i pracował w Sokołowsku.
Debiutował w 1974 roku w warszawskiej Galerii Remont ekspozycją Przedziały czasowe, która nawiązywała do tradycji sztuki konceptualnej. Od początku lat 80. związany był z Małą Galerią ZPAF w Warszawie. W 1981 wystawił tam swoje fotografie, które łączyły reportaż z analizą relacji między rozmaitymi postawami istniejącymi w środowisku artystycznym.
W latach 1970–1980 zajmował się dokumentacją życia artystycznego. Powstały w tym czasie cykl o tej tematyce zatytułował Obok sztuki. Czarno-białe zdjęcia wzbogacone o kolorowe dopełnienia oraz podpisy postaci były wystawiane pod tym właśnie tytułem.
W latach 70. realizował filmy eksperymentalne, a w 80. wideo. Od lat 80. związany z łódzkim środowiskiem niezależnym – początkowo Kulturą Zrzuty, potem Galerią Wschodnią, a także z Galerią FF w Łodzi. W okresie 1975–1977 pracował w Galerii Współczesnej w Warszawie.

## Nagrody i wyróżnienia
W 2009 r. Zygmunt Rytka został odznaczony Srebrnym Medalem „Zasłużony Kulturze Gloria Artis”. W 2011 r. został laureatem Nagrody im. Katarzyny Kobro. Ponadto otrzymał Dyplom i medal ZPAF w 1997 roku, medal XX-lecia MHF w Krakowie w 2007 roku oraz Nagrodę Specjalną Ministra Kultury w 2007 roku.

## Wybrane wystawy indywidualne
| Data | Nazwa wystawy                                                               | Miejsce                                     | Miasto          |
| ---- | --------------------------------------------------------------------------- | ------------------------------------------- | --------------- |
| 1974 | Przedziały czasowe                                                          | Galeria Remont                              | Warszawa        |
| 1975 | Określone miejsca                                                           | Galeria Znak                                | Białystok       |
| 1978 | Zapis powielany                                                             | Galeria Warpexo                             | Warszawa        |
| 1981 | Fotowizja – katalog s. m.                                                   | Mała Galeria PSP-ZPAF                       | Warszawa        |
| 1983 | Obrazy uzupełniające                                                        | Mała Galeria ZPAF                           | Warszawa        |
| 1984 | Ciągłość nieskończoność                                                     | Galeria Labirynt                            | Lublin          |
| 1985 | Kolekcja prywatna                                                           | Mała Galeria ZPAF                           | Warszawa        |
| 1985 | Ciągłość nieskończoności                                                    | Mała Galeria ZPAF                           | Warszawa        |
| 1986 | Ciągłość nieskończoności                                                    | Galeria Na Plebanii                         | Koszalin        |
| 1988 | Obok sztuki                                                                 | Galeria FF                                  | Łódź            |
| 1988 | Obiekty chwilowe                                                            | Galeria Wschodnia                           | Łódź            |
| 1988 | Obiekty chwilowe                                                            | Galeria BWA                                 | Lublin          |
| 1988 | Partum School of the Positive Nihilism of Art                               | Mała Galeria ZPAF                           | Warszawa        |
| 1988 | Kolekcja prywatna                                                           | Mała Galeria ZPAF                           | Warszawa        |
| 1990 | Obiekt nietrwały                                                            | Galeria Na Plebanii                         | Koszalin        |
| 1990 | Pokaz realizacji video                                                      | CSW Zamek Ujazdowski                        | Warszawa        |
| 1991 | Obiekt nietrwały                                                            | Galeria FF,                                 | Łódź            |
| 1994 | Kontakt                                                                     | Mała Galeria ZPAF-CSW                       | Warszawa        |
| 1998 | Neurony i żywioły                                                           | Galeria FF                                  | Łódź            |
| 2000 | Leżąc                                                                       | Galeria Wschodnia                           | Łódź            |
| 2000 | Ciągłość nieskończoności                                                    | Muzeum Sztuki                               | Łódź            |
| 2000 | Ciągłość nieskończoności                                                    | BWA                                         | Zielona Góra    |
| 2001 | Instalacja NOE                                                              | Centrum Kultury,                            | Lublin          |
| 2001 | Ciągłość nieskończoności                                                    | Galeria Pusta,                              | Katowice        |
| 2002 | Obiekty dynamiczne                                                          | Mała Galeria ZPAF,                          | Warszawa        |
| 2002 | Obiekty dynamiczne                                                          | Galeria Wschodnia                           | Łódź            |
| 2002 | Ciągłość nieskończoności                                                    | Muzeum Historii Fotografii                  | Kraków          |
| 2004 | Zygmunt Rytka                                                               | Galeria Sztuki Mediów ASP                   | Warszawa        |
| 2004 | Fotografie i obiekty                                                        | Centrum Rzeźby Polskiej                     | Orońsko         |
| 2007 | Fotowizja                                                                   | Galeria FF                                  | Łódź            |
| 2008 | Moje miejsce                                                                | Galeria 65                                  | Warszawa        |
| 2011 | Zygmunt Rytka. Wystawa prac i dokumentacji ze zbiorów Galerii Moje Archiwum | Pałac Wedlów                                | Kalisz Pomorski |
| 2011 | When I’m Sixty-Four (ze St. Wojciechowskim)                                 | Galeria Wejście, CSW Zamek Ujazdowski       | Warszawa        |
| 2012 | Światy równoległe (z B. Biskupską)                                          | Wałbrzyska Galeria Sztuki BWA „Zamek Książ” | Wałbrzych       |

## Wybrane wystawy zbiorowe
| Data | Nazwa wystawy                                         | Miejsce                                   | Miasto        |
| ---- | ----------------------------------------------------- | ----------------------------------------- | ------------- |
| 1972 | IV Salon portretu artystycznego                       | Dwór Artusa                               | Gdańsk        |
| 1973 | Konfrontacje                                          |                                           | Lublin        |
| 1975 | Film                                                  | Galeria Współczesna                       | Warszawa      |
| 1977 | Stałe zajęcie – realizacje filmowe                    | BWA                                       | Lublin        |
| 1978 | VII Festiwal Sztuk Pięknych                           |                                           | Warszawa      |
| 1978 | Ogólnopolskie Biennale Sztuki Młodych                 | BWA                                       | Sopot         |
| 1979 | Fotografia – 16 autorów                               | Galeria Dziekanka                         | Warszawa      |
| 1981 | Sztuka Faktu                                          | BWA                                       | Bydgoszcz     |
| 1981 | Nowe zjawiska w sztuce lat ‘70 i ‘80                  | BWA                                       | Sopot         |
| 1981 | Triennale rysunku                                     | Muzeum Narodowe                           | Wrocław       |
| 1983 | Nieme Kino                                            | Strych                                    | Łódź          |
| 1983 | Pielgrzymka artystyczna                               |                                           | Łódź          |
| 1984 | Kolęda artystyczna                                    |                                           | Koszalin      |
| 1984 | Nurt intelektualny w sztuce polskiej                  | BWA                                       | Lublin        |
| 1985 | Polska współczesna fotografia artystyczna             | Zachęta                                   | Warszawa      |
| 1985 | Zeitgenossiche Fotografie Ost und Sudeuropas          | Kunstmuseum                               | Düsseldorf    |
| 1985 | Contemporary Art from Poland                          | Walter Philips Gallery                    | Banff         |
| 1986 | Foto-Portfolio                                        | Galeria Liget                             | Budapeszt     |
| 1986 | Po roku                                               | Galeria Na Plebanii                       | Koszalin      |
| 1986 | Postawy                                               | Galeria Wschodnia                         | Łódź          |
| 1986 | Zapisy                                                | BWA                                       | Lublin        |
| 1987 | II Biennale Sztuki Nowej                              | BWA                                       | Zielona Góra  |
| 1988 | Galeria Na Plebanii w Galerii Na Ostrowie             | Galeria Na Ostrowie                       | Wrocław       |
| 1988 | Fotografia Polska                                     | Galeria Liget                             | Budapeszt     |
| 1988 | Polska Fotografia Intermedialna                       | Galeria Miejska Arsenał                   | Poznań        |
| 1988 | III Biennale Sztuki Nowej                             | BWA                                       | Zielona Góra  |
| 1988 | Wczoraj i dziś                                        | BWA                                       | Sopot         |
| 1989 | Sztuka jako gest prywatny                             |                                           | Koszalin      |
| 1989 | Osobowości fotografii intermedialnej                  | CSW Zamek Ujazdowski                      | Warszawa      |
| 1989 | Lochy Manhattanu – sztuka innych mediów               |                                           | Łódź          |
| 1989 | Poza bromem                                           | BWAiUP                                    | Koszalin      |
| 1990 | Mikołajczyk, Robakowski, Rytka                        | Twentyeight Gallery                       | Nowy Jork     |
| 1991 | Sztuka osobna                                         | CSW Zamek Ujazdowski                      | Warszawa      |
| 1991 | Kręgi Wschodniej                                      | CSW Zamek Ujazdowski                      | Warszawa      |
| 1991 | Kunst Europa                                          | Bonner Kunstverein                        | Bonn          |
| 1991 | Polskie video lat 80-tych                             | CSCE Symposium                            | Kraków        |
| 1992 | Videos Polonaises                                     | Saint Gervais                             | Genewa        |
| 1992 | Łódzki Ruch Neoawangardy 1970–92                      | Pałac Grohmanna                           | Łódź          |
| 1993 | Konstelacja                                           | Galeria FF                                | Łódź          |
| 1993 | Moje Archiwum przedstawia                             | Galeria Arsenał                           | Białystok     |
| 1995 | Konstelacja 2                                         | Galerie im Rathauskeller                  | Landshut      |
| 1996 | I Biennale Fotografii Polskiej – Pola Indywidualności | Galeria Miejska Arsenał                   | Poznań        |
| 1996 | Gest – Książka – Pismo – Zapis                        | Galeria Moje Archiwum                     | Koszalin      |
| 1996 | Fotografia, wehikuł sztuki, tworzywo sztuki           | Galeria Bunkier Sztuki                    | Kraków        |
| 1997 | Kortars Lengyel Fotografia                            | Ernst Museum                              | Budapeszt     |
| 1998 | Fotografia ‘98                                        | Fundacja Turleja                          | Kraków        |
| 1998 | Privatumo erdeves                                     | Fotografijos Muziejus                     | Szawle        |
| 1999 | Vztahy (Relacje)                                      | Dom Fotografie                            | Poprad        |
| 1999 | OIKOS                                                 | Muzeum Okręgowe                           | Bydgoszcz     |
| 1999 | Sztuka polska końca / początku wieku                  | Galeria Maneż                             | Petersburg    |
| 2000 | Konstrukcja w procesie VII – Ta ziemia jest kwiatem   |                                           | Bydgoszcz     |
| 2000 | Autoportrety                                          | Galeria Grodzka                           | Lublin        |
| 2001 | Archipelag – wystawa fotografii polskiej              | Galeria FF                                | Łódź          |
| 2002 | Moje ulubione fotografie                              | Galeria Artemis                           | Kraków        |
| 2002 | Natura rzeczy – Ziemia 2002                           | Galeria DAP                               | Warszawa      |
| 2002 | Person/Zeit/Raum – Fotografie aus Polen               | Rupertinum                                | Salzburg      |
| 2002 | Transkulturowe wizje II                               | Muzeum Narodowe, Zamek Książąt Pomorskich | Szczecin      |
| 2002 | Wokół dekady – fotografia polska lat 90               | Muzeum Sztuki                             | Łódź          |
| 2003 | Wystawa zaoczna 7...                                  | Miejski Ośrodek Kultury/MOK               | Podkowa Leśna |
| 2003 | Sztuka reduktywna                                     | Galeria Stara                             | Lublin        |
| 2004 | Inspiracje                                            | Galeria OFFicyna                          | Szczecin      |
| 2004 | Czarnobiałe                                           | Galeria Fibak & Program                   | Warszawa      |
| 2006 | Sztuka w opłotkach                                    | Galeria Scena                             | Koszalin      |
| 2007 | Energie przekazu                                      | Galeria Labirynt                          | Lublin        |
| 2008 | Marzyciele I świadkowie, fotografia polska XX wieku   | Muzeum Narodowe                           | Kraków        |
| 2008 | Kontakt                                               | Muzeum w Koszalinie                       | Koszalin      |
| 2009 | Schizma. Sztuka polska lat dziewięćdziesiątych        | CSW Zamek Ujazdowski                      | Warszawa      |
| 2011 | Bez stereotypu Neue Wilde                             | CSW Zamek Ujazdowski                      | Warszawa      |
| 2011 | Metabiel                                              | Freies Museum                             | Berlin        |
| 2011 | Nic nie jest wiecznie ważne                           | CSW Znaki Czasu                           | Toruń         |
| 2014 | Pole potencjalne                                      | Galeria Siłownia                          | Poznań        |